# Момчил Колев
Момчил Колев е български музикант и композитор. Пише музиката за изпълнители като Ирина Флорин, Светла Иванова и Антибиотика.
Първата група, в която участва е „Швепс“. От 1989 г. работи с група „Клас“ като композитор и пианист, докато групата не се разпада в средата на 90-те години. През 1993 г. заедно с Добрин Векилов – Дони създават дуета Дони и Момчил. Сред най-големите хитове на дуета са „Уморени крила“, „Червило“, „Мания“ и други. Двамата печелят награда за цялостно творчество на БГ Радио. През 2000 г. дуетът се разпада. От 2013 г. Момчил отново свири в „Клас“.